# Licini I
Licini (en llatí: Publius Flavius Galerius Valerius Licinianus Licinius) fou emperador romà del 308 al 324. Fou escollit emperador pels iniciadors de la tetrarquia Dioclecià i Maximià, en substitució de Sever II i amb l'ordre d'encarregar-se del govern de la meitat occidental de l'imperi però es va trobar que altres s'havien proclamat emperadors d'aquelles terres i no volien retrocedir (Constantí i Maxenci), per tant es va haver de conformar a col·laborar amb Galeri en el govern de Pannònia, Il·líria i Tràcia. A la mort de Galeri i Maximí Daia es va fer l'únic emperador de la meitat oriental. Tot i que estava emparentat amb Constantí, pel matrimoni amb la seva germana, van entrar en guerra i va acabar vençut pel seu cunyat, que va esdevenir l'únic emperador de tot el territori.

## Context històric
Era fill d'un pagès de Dàcia i va ser company d'armes de l'emperador Galeri.
L'Imperi Romà estava governat per una tetrarquia que implicava que la responsabilitat de govern estava repartida entre quatre emperadors respecte a dues meitats del territori, sense que això comportés la creació de dos Estats independents. L'emperador Dioclecià va ser qui havia ideat aquest sistema: en primer lloc hi havia dos anomenats augusts; la meitat oriental se la va quedar per a ell mateix i la meitat occidental la va confiar a Maximià. Cadascun d'aquests emperadors va nomenar un successor amb el títol de cèsar, dos homes que s'havien destacat a l'exèrcit: Constanci Clor per occident i Galeri per orient. Vint anys després d'iniciar-s el regnat de Dioclecià, va decidir que era el moment de retirar-se, però abans d'abdicar es va reunir amb Maximià i van acordar que els propers cèsars quan Constanci i Galeri fossin ascendits al rang d'augusts, serien el fill de Constanci, anomenat Constantí i el de Maximià, Maxenci, que s'havien criat com a germans a Nicomèdia. Quan va arribar el moment, l'1 de maig del 305, davant l'estupor de les tropes aplegades a Milà, Dioclecià va anunciar que els escollits com a nous cèsar eren: Sever i Maximí Daia. Sembla que el canvi de plans havia estat instigat per Galeri, en el cas de Sever per ser el seu home de confiança i en el de Maximí per la relació de parentiu, ja que mai havia destacat especialment en l'exèrcit. D'altra banda és possible que Maxenci no fou inclòs en el repartiment de successions pel seu caràcter indolent.

## Nomenament d'emperador
El nomenament de Sever no va ser ben acceptat per Constanci Clor, el qual a la seva mort el 306, va instigar les tropes perquè proclamessin emperador al seu fill Constantí. Tampoc a Itàlia van acceptar els nomenaments i el general Maxenci, amb el suport de Maximià, es va proclamar emperador. Galeri va enviar Sever a lluitar contra Maxenci i el setembre del 307 va morir Sever. Galeri va emprendre una campanya de revenja a Itàlia en la qual es va perdre també la província d'Àfrica. Galeri, va haver de reconèixer com a august a Maximí Daia que havia estat proclamat per les legions de Síria i Egipte.
Després de l'eliminació de Sever i de la temptativa sense èxit d'invasió d'Itàlia del 307, els dos emperadors retirats, Dioclecià i Maximià es van trobar a Carnuntum el 308 per provar de restablir el sistema tetràrquic i van nomenar Licini august, quedant Costantí com a cèsar per la part occidental; però Costantí i Maximí Daia no van acceptar la posició subordinada que els proposaven. Per tant, hi havia sis emperadors: 
- a l'orient: Galeri (august), i Maximí Daia (cèsar, autoproclamat august),
- a l'occident: Licini (cèsar, en substitució de Sever, establert a Pannònia), Maximià (august, que va retornar a les seves funcions), Maxenci (autoproclamat august establert a Itàlia i Àfrica) i Constantí (autoproclamat cèsar/august, establert a Britànnia i Gàl·lia)

## Aliança amb Constantí
Galeri, a la mort de Sever II, i del desastre de la campanya d'Itàlia, amb el permís de Maximià i Dioclecià el va nomenar august sense passar abans pel grau inferior de cèsar, el 308. Constantí, per tal d'evitar que Maxenci formés una aliança hostil amb Licini, es va avançar i va oferir a Licini el matrimoni amb la seva germana Constància. Maximí Daia va considerar aquest apropament una desconsideració cap a ell i va enviar ambaixadors a Roma, oferint reconeixement polític a Maxenci a canvi de suport militar.
A la mort de Galeri el maig del 311, va signar la pau amb Maximí Daia al qui va reconèixer com a sobirà de l'Àsia Menor, Síria i Egipte, mentre incorporava als seus dominis: l'Hel·lespont i el Bòsfor (Antiga Grècia), Macedònia i Tràcia. No va tardar a buscar l'aliança de Constantí I el Gran i quan aquest va acabar la lluita amb Maxenci (durant la qual de fet fou un espectador i no un aliat) es va casar amb Constància, la germana de Constantí, a qui ja havia estat promès dos anys abans.

## Sobirà de la meitat oriental de l'imperi
Maximí Daia, aprofitant l'absència del seu rival per anar a les festes matrimonials a Mediolanum, va envair amb un exèrcit (i tot que era l'hivern), els territoris de Licini, i va travessar l'estret; a l'abril del 313 va ocupar Bizanci i després va capturar Heracleia. Licini, assabentat del que passava, va retornar d'Itàlia, i es va posar al front d'un exèrcit petit però molt disciplinat i ben entrenat amb el qual va fer front a les forces rivals. La batalla que va seguir no va tenir un guanyador clar (batalla de Tziràl·lon), però el talent militar de Licini i de les seves tropes al final van aconseguir rebutjar Maximí, que va morir no gaires mesos més tard a Tars. Licini va quedar sobirà sense disputa de l'Orient mentre que el seu cunyat Constantí dominava també sense rival la part occidental.
L'any següent Licini i Constància van ser pares d'un fill, per celebrar el naixement Constantí i Licini es van trobar i van acordar l'Edicte de Milà que confirmava l'edicte de tolerància de Sàrdica que posava fi a les persecucions contra els cristians.

## La lluita per la supremacia
Al final era inevitable la lluita entre els dos sobirans per assolir la sobirania completa de l'Imperi Romà i només va passar un any que va esclatar la primera guerra el 314 (segons Hidaci, però altres fonts situen els fets el 316). Constantí va posar com a excusa que Licini estava amagant dins el seu territori un home anomenat Senecio que havia volgut conspirar contra ell. En el primer enfrontament Licini fou derrotat a Cibalis (Pannònia) a l'octubre del 316. Després d'aquesta derrota va nomenar cèsar i coemperador a Aureli Valeri Valent, al qual va confiar la defensa de la frontera de Dàcia. Uns mesos més tard, Licini va tornar a ser derrotat a Tràcia en la batalla de Màrdia, i va haver de renunciar a Grècia, Macedònia i tota la vall del Danubi excepte part de Mèsia. En el tractat de pau Constantí va exigir que es desfés de Valeri Valent i va ordenar la seva mort. La pau va durar llavors vuit anys.
Les causes de la segona guerra el 323 són obscures i la batalla decisiva es va lliurar a Adrianòpolis el 3 de juliol del 323. Abans d'iniciar aquesta ofensiva, Licini va nomenar coemprerador a Martinià i el va enviar a Làmpsac al capdavant d'una tropa formada per mercenaris visigots. Després d'aquest enfrontament Bizanci fou ocupada per Constantí, que va obtenir la segona i decisiva victòria a Crisòpolis el 18 de setembre del 324. Licini condemnat a ser empresonat a Tessalònica i Constantí va quedar sobirà únic de l'imperi. Constantí el va fer executar no gaire després acusat d'haver iniciat una revolta juntament amb membres d'una tribu de bàrbars.
Entre els seus crims més destacats està: la matança de tota la família de Maximí Daia, la mort de Severià i Candidià, fills del seu benefactor Galeri (que a més no tenien cap activitat política) i les morts de Prisca i de Valèria, l'esposa i la filla de Dioclecià.